# Heinrich Gieschen
Heinrich Gieschen (* 17. August 1843 in Hamburg; † 11. Mai 1896 ebenda) war ein Hamburger Anwalt und Mitglied des Reichstages.

## Leben
Heinrich Gieschen besuchte die Schule in Hamburg. Anschließend studierte er in Heidelberg und Berlin Rechtswissenschaften. Er konnte sein Studium 1865 in Leipzig abschließen und wurde am 10. Januar 1866 in Hamburg als Advokat immatrikuliert. Gieschen war ab 1867 einige Jahre mit Otto Wilhelm Mönckeberg assoziiert.
Gieschen wurde 1874 in die Hamburgische Bürgerschaft gewählt, der er als Mitglied der Fraktion der Linken, bis 1896 angehörte. Von 1877 bis 1892 gehörte er dem Bürgerausschuss an.
Gieschen wurde als Kandidat der Deutschen Fortschrittspartei in der Reichstagswahl 1881 für den Wahlkreis Preußen, Provinz Schleswig-Holstein Wahlkreis 6 (Pinneberg – Segeberg) gewählt. Er war gleichzeitig auch im Wahlkreis 4 Tondern-Husum-Eiderstedt angetreten, trat aber sein dort gewonnenes Mandat nicht an. Er gehörte dem Reichstag bis 1884 an. Ab 1882 wirkte Gieschen als Geschäftsführer der deutschen Fortschritts  Partei für die Provinz Schleswig-Holstein,  Hamburg, Lübeck, Oldenburg, Bremen und für die nördlichen Regionen der preußischen Provinz Hannover.